# لئوپولدو سرانتس
لئوپولدو سرانتس (انگلیسی: Leopoldo Serantes; ۱۵ مارس ۱۹۶۲ – ۱ سپتامبر ۲۰۲۱) بوکسور اهل فیلیپین بود.